# Боруссія (Менхенгладбах)

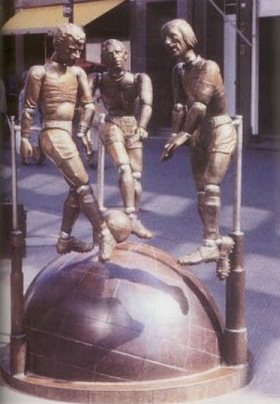
Пам'ятник легендарній «трійці» «Боруссії» (Менхенгладбах) — Херберту Віммеру, Берті Фогтсу и Гюнтеру Нетцеру (зліва — направо). Встановлений у пішохідній зоні м. Менхенгладбах.

Боруссія Менхенгладбах (нім. Borussia Mönchengladbach) — німецький професіональний футбольний клуб із міста Менхенгладбах, Північний Рейн-Вестфалія. Є одним із найтитулованіших клубів Німеччини. «Гладбах» 5 разів ставав чемпіоном Німеччини, тричі вигравав кубок Німеччини і двічі Кубок УЄФА. Клуб «Боруссія Менхенгладбах» налічує понад 37.000 членів і є шостим за величиною зареєстрованим спортивним об'єднанням у Німеччині. Кольори клубу — зелений, чорний і білий, а офіційний маскот — лоша Юнтер (нім. Jünter).
Повна назва клубу «Borussia Verein für Leibesübungen 1900 e.V.». Боруссія — це латинізоване «Пруссія», популярна назва для німецьких спортивних клубів. «Verein für Leibesübungen» означає дослівно «спортивне товариство для тілесних вправ» і крім футболу у клубі є також секції з гандболу та настільного тенісу. eV — (нім., скор.) зареєстроване товариство.

## Історія

### Ранні роки
Наприкінці 1899 року група молодих футболістів-аматорів з району міста під назвою Айкен (нім. Eicken) вирішила організувати новий футбольний клуб. І вже 1 серпня 1900 було офіційно зареєстровано клуб Боруссія Менхенгладбах, який спочатку отримав назву «Футбольний Клуб Боруссія Менхенгладбах 1900» (нім. «Fußballklub Borussia 1900 Mönchengladbach»). 1903 року клуб було прийнято до Рейнсько-Вестфальського Ігрового Союзу (нім. Rheinisch-Westfälischen Spielverband). 1914 року було придбано спортивну споруду «De Kull», на місці якої 1960 року було побудовано легендарний стадіон — «Стадіон на Бекельберзі» (нім. «Bökelbergstadion»). Але тільки після Другої світової війни почався відчутний підйом Боруссії — 1949 року вдався вихід, того часу, у найвищий клас — Вищу Західну Лігу (нім. Oberliga West).

### Вихід у Бундеслігу
24 серпня 1960 року «Боруссія» стала володарем свого першого національного титулу — Кубка Німеччини, перемігши у фіналі з рахунком 3-2 «Карлсруе». Наступного року клуб отримав свою відому назву Borussia VfL 1900 Mönchengladbach eV. 26 червня 1965 року команда вийшла в засновану двома роками раніше професійну вищу футбольну лігу Німеччини — Бундеслігу. «Боруссія» перемогла матчах плей-оф після того, як закінчила сезон у Західній Регіональної Лізі (нім. Regionalliga West) на першому місці. Другу путівку до Бундесліги того ж року так само вперше отримала мюнхенська «Баварія».

### Золоті роки (70-і)
«Гладбах» почав свій шлях у Бундеслізі в сезоні 1965-66, разом з майбутнім рекордним чемпіоном Баварією Мюнхен. Обидва клуби провели 70-ті роки в жорсткій боротьбі за перевагу в лізі. Баварія відкрила рахунок, ставши чемпіоном у сезоні 1969. «M'gladbach» завдав удар у відповідь в наступному сезоні (1970), а потім, вигравши й наступний чемпіонат (1971), вперше в історії Бундесліги захистив титул чемпіона.

## Поточний склад
Станом на 6 червня 2025
| №  | Поз. | Нац.      | Гравець                     |
| -- | ---- | --------- | --------------------------- |
| 1  | ВР   | Швейцарія | Йонас Омлін (капітан)       |
| 2  | ЗХ   | Італія    | Фабіо К'яродія              |
| 3  | ЗХ   | Японія    | Ко Ітакура                  |
| 5  | ЗХ   | Німеччина | Марвін Фрідріх              |
| 7  | ПЗ   | Австрія   | Кевін Штегер                |
| 8  | ПЗ   | Німеччина | Юліан Вайгль (віце-капітан) |
| 9  | НП   | Франція   | Франк Онора                 |
| 10 | ПЗ   | Німеччина | Флоріан Нойгаус             |
| 11 | НП   | Німеччина | Тім Кляйндінст              |
| 13 | НП   | Японія    | Шіо Фукуда                  |
| 14 | НП   | Франція   | Алассан Плеа                |
| 16 | ПЗ   | Німеччина | Філіп Сандер                |
| 19 | НП   | Камерун   | Натан Нгуму                 |
| 20 | ЗХ   | Німеччина | Лука Нец                    |

| №  | Поз. | Нац.       | Гравець               |
| -- | ---- | ---------- | --------------------- |
| 21 | ВР   | Німеччина  | Тобіас Зіппель        |
| 22 | ЗХ   | Австрія    | Штефан Лайнер         |
| 25 | НП   | Німеччина  | Робін Гак             |
| 26 | ЗХ   | Німеччина  | Лукас Улльріх         |
| 27 | ПЗ   | Німеччина  | Рокко Райц            |
| 29 | ЗХ   | США        | Джо Скаллі            |
| 30 | ЗХ   | Швейцарія  | Ніко Ельведі          |
| 31 | НП   | Чехія      | Томаш Чванчара        |
| 33 | ВР   | Німеччина  | Морітц Ніколас        |
| 34 | НП   | Німеччина  | Шарль Херрманн        |
| 38 | ПЗ   | Люксембург | Івандро Боржес Саншеш |
| 41 | ВР   | Німеччина  | Ян Ольшовський        |
| 42 | ВР   | Люксембург | Тьягу Перейра Кардозу |

## Досягнення

### Національні
Чемпіонат Німеччини:
- Переможець (5): 1970, 1971, 1975, 1976, 1977
- Срібний призер (2): 1974, 1978

Кубок Німеччини:
- Володар (3): 1960, 1973, 1995
- Фіналіст (2): 1984, 1992

Суперкубок Німеччини:
- Володар (1): 1976 (неофіційний)
- Фіналіст (1): 1995

Кубок німецької ліги:
- Фіналіст (1): 1973

Друга Бундесліга:
- Переможець (1): 2008

Західнонімецький чемпіонат
- Переможець (2): 1909, 1920
- Срібний призер (2): 1908, 1912

### Єврокубки
Кубок Європейських чемпіонів:
- Фіналіст (1): 1977

Кубок УЄФА:
- Володар (2): 1975, 1979
- Фіналіст (2): 1973, 1980

### Міжнародні змагання
Міжконтинентальний кубок:
- Фіналіст (1): 1977